# 小行星9329
小行星9329（英語：9329 Nikolaimedtner）是一颗围绕太阳公转的小行星。1990年3月2日，艾瑞克·怀特·埃尔斯特在拉西拉天文台发现了此天体。
这颗小行星的绝对星等为20.61661等。